# Maratona aquática no Campeonato Europeu de Esportes Aquáticos de 2018 - 5 km por equipe
Os 5 km por equipe da maratona aquática no Campeonato Europeu de Esportes Aquáticos de 2018 ocorreu no dia 11 de agosto no no lago Loch Lomond, em Luss no Reino Unido. 

## Calendário
| Fase  | Data         | Hora  |
| ----- | ------------ | ----- |
| Final | 11 de agosto | 11:00 |

Todos os horários estão no horário local (UTC+0)

## Medalhistas
| Ouro                                                                                    | Prata                                                                     | Bronze                                                                 |
| Países Baixos · Esmee Vermeulen · Sharon van Rouwendaal · Pepijn Smits · Ferry Weertman | Alemanha · Leonie Beck · Sarah Köhler · Sören Meißner · Florian Wellbrock | França · Lara Grangeon · David Aubry · Lisa Pou · Marc-Antoine Olivier |

## Resultados
Esses foram os resultados da competição. 
| Pos.              | Nacionalidade | Tempo   |
| ----------------- | ------------- | ------- |
| Medalha de ouro   | Países Baixos | 52:35.0 |
| Medalha de prata  | Alemanha      | 52:35.6 |
| Medalha de bronze | França        | 52:46.7 |
| 4                 | Reino Unido   | 52:51.3 |
| 5                 | Itália        | 52:53.1 |
| 6                 | Rússia        | 53:49.5 |
| 7                 | Espanha       | 54:23.8 |
| 8                 | Eslováquia    | 58:46.1 |
| —                 | Hungria       | DSQ     |